# Singolo (canottaggio)

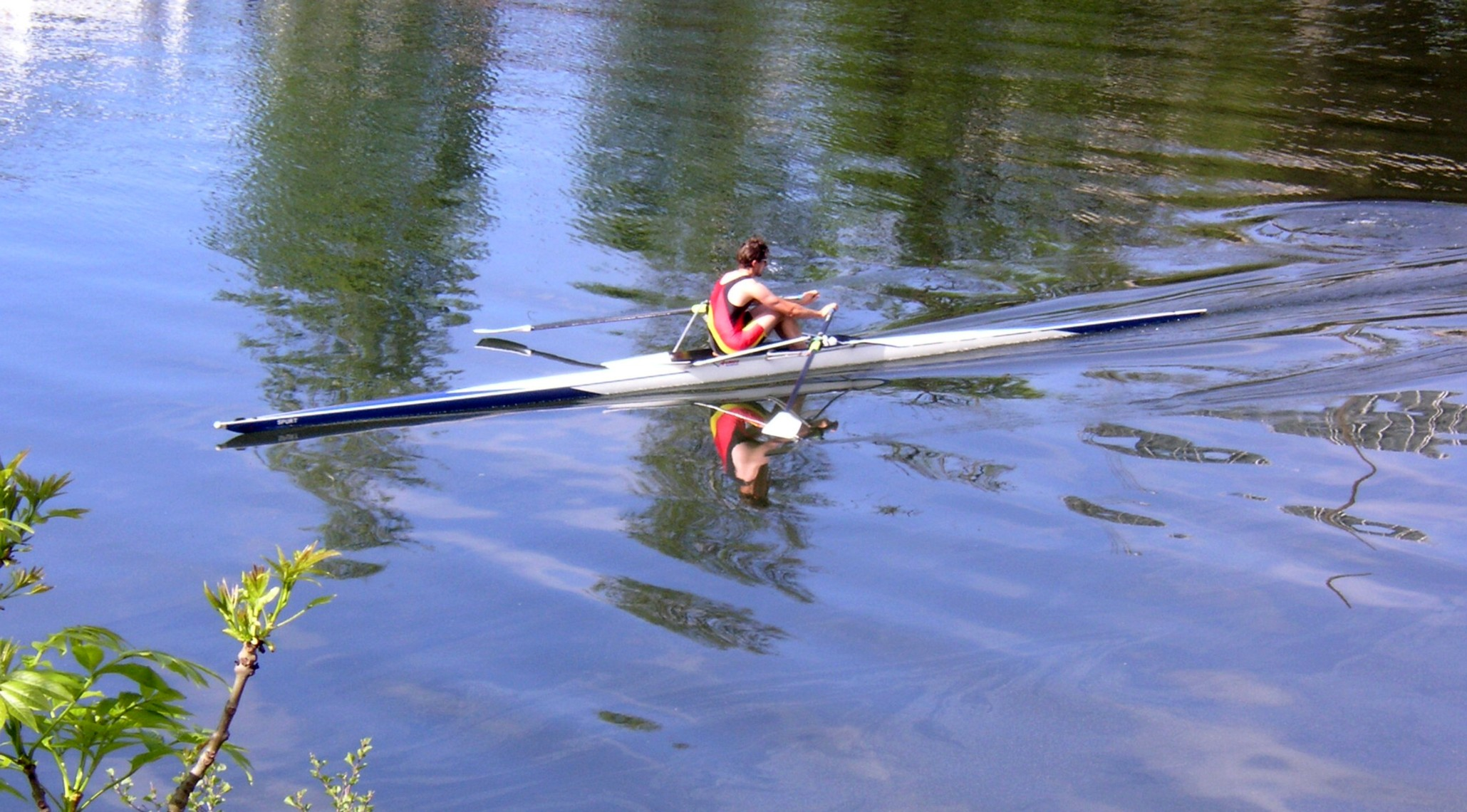
Un atleta su una imbarcazione di singolo

Il singolo (abbreviato 1x) è un'imbarcazione con cui si pratica lo sport del canottaggio.

## Descrizione
L'imbarcazione è lunga 8 m e pesa 14 kg, è realizzata in materiale composito (solitamente fibra di carbonio) e vi è un solo vogatore a bordo, che impugna due remi (come nel due di coppia e nel quattro di coppia).
Il singolo è specialità dello sport olimpico del canottaggio sin dalla II edizione dei Giochi olimpici di Parigi 1900.